# 板倉町立東小学校
板倉町立東小学校（いたくらちょうりつ ひがししょうがっこう）は、群馬県邑楽郡板倉町にある公立小学校。略称は板倉東小（いたくらひがししょう）。

## 概要
群馬県内で最も東に位置する小学校。渡良瀬遊水地のほとりに所在する。校舎3階と屋上からは群馬県板倉町、栃木県栃木市、小山市、埼玉県加須市、茨城県古河市の四県を臨む。また近年は板倉ニュータウン入居者の増加に伴い、板倉町内の小学校で一番規模が大きくなった。さらに県内でも有数の広大な敷地には、“なかよし山”と呼ばれる小山や実験農園場、観察池がある。

## 学区
- 大字飯野[1]
- 大字大高嶋
- 大字下五箇
- 大字海老瀬
- 泉野1丁目
- 朝日野1～4丁目

## 交通
- 東武日光線板倉東洋大前駅より徒歩5分。

## その他
昇降玄関前に郵便ポストが設置されているが、現在は取り扱われていないので誤って投函しないよう注意が必要である。